# Глупан и тупан
Глупан и тупан (енгл. Dumb & Dumber) је америчка филмска комедија из 1994. године које је режирао Питер Фарели у ком главне улоге играју Џим Кери, Џеф Денијелс и Лорен Холи.
Филм је урнебесна комедија у којој два добродушна, али невероватно глупа пријатеља путују заједно кроз Сједињене Државе.

## Радња филма
У граду Провиденс живе две велике будале - Лојд Крисмас (Божић) и Хари Дан. Једног дана, немарни возач лимузине Лојд се на први поглед заљубљује у једну од својих путница, Мери Свонсон, коју му је наређено да испоручи на аеродром. Мери се спрема да одлети својој породици у град Аспен (Колорадо), након дирљивог опроштаја на терминалу, оставља ковчег са новцем намењен разбојницима који су киднаповали њеног мужа. Лојд примећује случај, пресреће га брже од киднапера и трчи за девојком, искрено желећи да врати „изгубљени“ пртљаг. Али Мери одлете, а Лојд остаје са кофером (чак испада са терминала док јури авион).
Хари, Лојдов партнер, бави се превозом паса, а сву своју уштеђевину је уложио у претварање минибуса (Форд Еконолајн из 1984) да изгледа као пас. Оба пријатеља, Хари и Лојд, губе посао као резултат и налазе се у прилично жалосном стању. Како кажу: „Немогуће је наћи посао где не би био приморан да ореш 40 сати недељно.“ У покушају да побегне од бескрајних животних неуспеха, Лојд предлаже одлазак у Аспен, нада се да ће их Мери, по повратку дипломате, позвати на чај и помоћи им да се скрасе у животу. Лојд продаје Питијевог мртвог папагаја (Харијевог љубимца) комшијином слепом дечаку, а са свог родног Роуд Ајленда, јунаци су кренули у далеку државу Колорадо. Притом, ни не слуте да би им новац у дипломати био више него довољан за цео живот.
Током путовања, са ликовима се јављају разне врсте куриозитета. На пример, случајно убију једног од киднапера тако што су га хранили отровом за пацове уместо таблетама за чир. Затим, на једном од скретања, Лојд скреће у погрешном смеру, а уместо стеновитих планина Колорада, где их је већ чекао ФБИ, јунаци се нађу у пустој пустињи Небраске. Након пет сати вожње у погрешном смеру, бензин коначно понестаје, пријатељи се посвађају због Лојдове непажње, а Хари се пешке креће кући. Лојд мења Харијев минибус за скутер, али са залихама гасних купона, и на њему настављају својим предвиђеним путем.
По доласку у Аспен, испоставља се да Лојд не зна Мерино презиме, не може да је нађе ни у телефонском именику. Пријатељи морају да преноће у хладном зимском парку, између њих свађа прераста у тучу, због чега се ташна случајно отвара. Оба лика обећавају да неће трошити много туђих пара, узимаће само мало за најнеопходније ствари, а за све трошкове ће писати признанице. Међутим, одмах изнајмљују председнички апартман у хотелу, купују Ламборгини Дијабло за путовање по малом граду и дају стотине напојница послузи.
Игром случаја, испоставило се да ће Мери учествовати у добротворној вечери посвећеној угроженим врстама птица. Пре него што врати случај, Лојд одлучује да импресионира девојку као богатог друштвеног дендија, али, иронично, Мери пристаје на састанак са Харијем. Лојд није свестан тога, пресрећан због свог састанка са њом, отвара боцу шампањца и чепом убија ретку расу снежних сова. Оба јунака, испуњена осећајем љубоморе, улазе у неизговорени сукоб један са другим, не схватајући да девојка никога од њих не сматра својим љубавником.
Као резултат тога, Лојда, Харија и Мери заробљавају разбојници који су током целог филма јурили кофер са откупнином. Када Лојд отвори кофер и покаже Николасу, за кога се испоставило да је организатор отмице, признанице које личе на згужване комадиће тоалет папира, он бесно одлучује да их одмах све упуца. У најнапетијем тренутку, ФБИ одред упада у хотелску собу и хапси криминалца. Мери страсно грли свог вољеног мужа, због чега је Лојд веома узнемирен, јер до сада није знао да је девојка удата.
Оставши без новца, јунаци се враћају кући пешке. На путу се испред њих зауставља аутобус пун девојака у бикинију. Прсате лепотице траже два момка који би са њима могли да се возе по земљи два месеца и да им утрљају уљем пре такмичења лепоте. Пријатељи шаљу девојке да траже момке у суседном граду, а када оду, међу собом мисле да ће им се једном посрећити.

## Улоге
| Глумац           | Улога         |
| ---------------- | ------------- |
| Џим Кери         | Лојд Крисмас  |
| Џеф Данијелс     | Хари Дан      |
| Лорен Холи       | Мери Свонсон  |
| Мајк Стар        | Џо Менталино  |
| Чарлс Рокет      | Николас Андре |
| Карен Дафи       | Џ.П. Шеј      |
| Тери Гар         | Хелен Свонсон |
| Фелтон Пери      | детектив Дејл |
| Харланд Вилијамс | полицајац     |
| Викторија Роуел  | Бет Џордан    |
| Хенк Брант       | Карл Свонсон  |
| Кем Нили         |               |